# Chaschuri

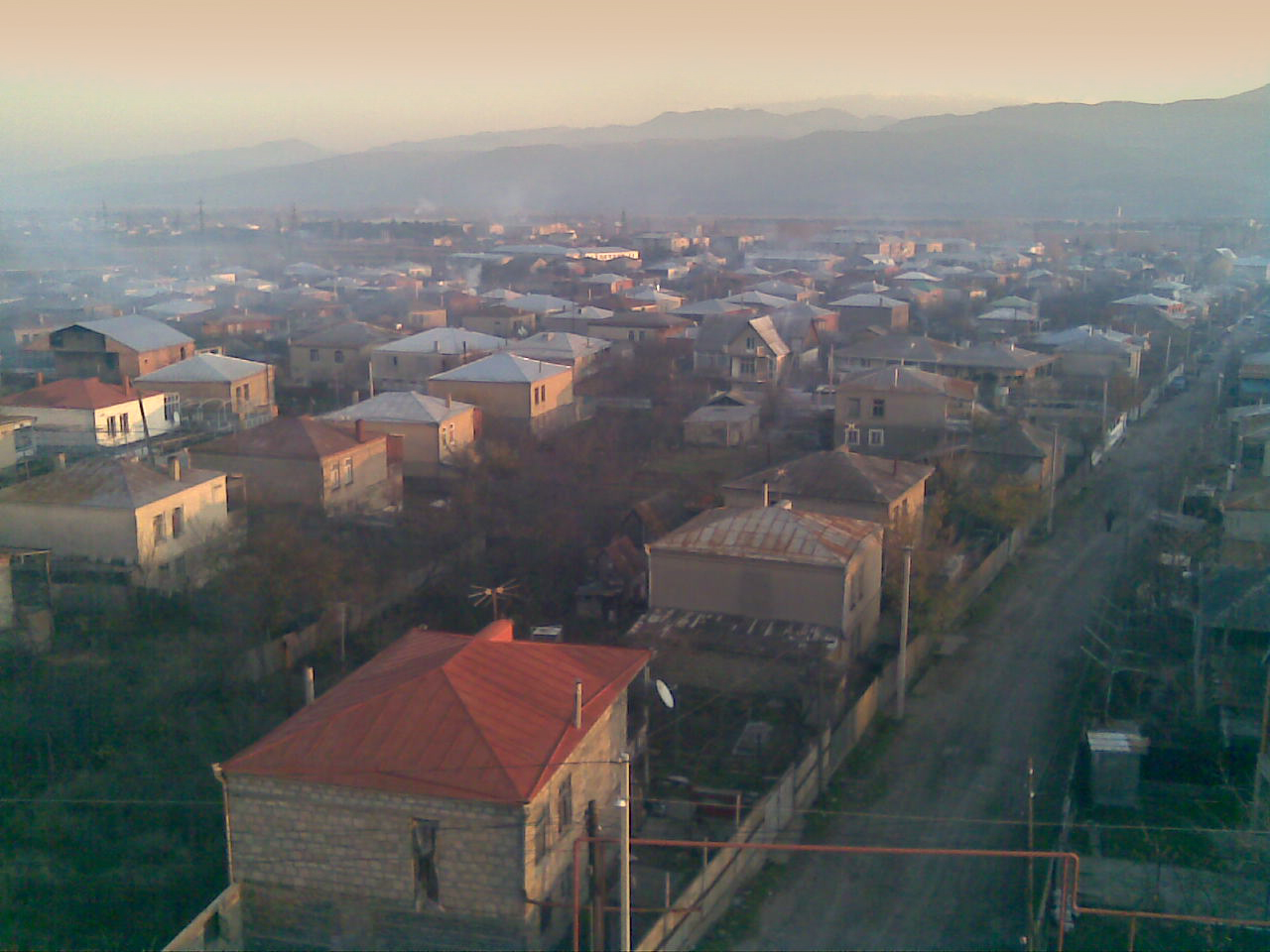
Blick auf Chaschuri

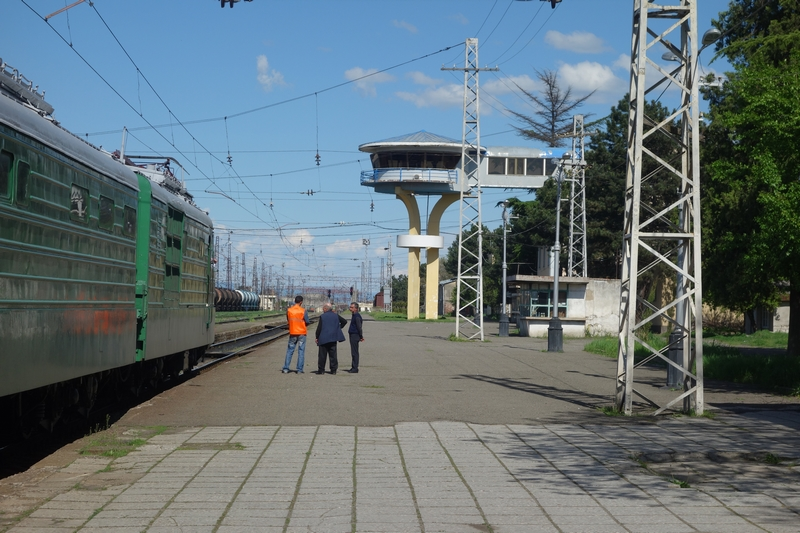
Bahnhof mit futuristischem Stellwerk

Chaschuri (georgisch ხაშური, russisch Хашури) ist eine Stadt im mittleren Georgien.

## Geografische Lage
Sie liegt in der Region Innerkartlien, am Fuß des Kleinen Kaukasus, am Fluss Suramula. Die Stadt hat 26.135 Einwohner (Stand 2014). Chaschuri ist das Verwaltungszentrum der Munizipalität Chaschuri.

## Geschichte
Chaschuri entwickelte sich im 19. Jahrhundert zu einem wichtigen Verkehrsknoten. 1872 wurde der Abschnitt der Bahnstrecke Poti–Baku, an der die Stadt liegt, eröffnet. 1883 war die Strecke durchgehend vom Schwarzen Meer bis zum Kaspischen Meer befahren. 1884 fand die Eröffnung der Eisenbahnstrecke Chaschuri-Bordschomi statt, der Bahnhof von Chaschuri damit zum Abzweigbahnhof. 1896 wurde die Stadt Durchgangsstation der ersten Baku-Batumi-Pipeline. Sie verlief entlang der Eisenbahnstrecke und beförderte Kerosin zur Verschiffung an das Schwarze Meer. 1929 bis 1930 wurde eine neue Pipeline für Rohöl gebaut. Von 1931 bis 1934 hieß die Stadt Stalinissi (georgisch სტალინისი) nach Josef Stalin. Seine Vorfahren stammten aus dem Ort.

## Wirtschaft
Heute ist von der Pipeline ein 232 km langes Teilstück zwischen Chaschuri und Batumi in Betrieb. Das Öl wird per Eisenbahn vom aserbaidschanischen Dubendi nach Chaschuri transportiert und dort umgeladen.
Wichtigste Arbeitgeber sind heute eine Fabrik für Glasbehälter, ein Rohöllager und das nahegelegene Suramula-Wasserkraftwerk, das mit EU-Hilfe erbaut worden ist.

## Wissenswert
Die Stadt ist Heimatort der Familie Dschugaschwili, der auch Josef Stalin entstammte. Im Mai 2000 wurde ein 2,5 Meter hohes Stalin-Denkmal, das 1956 vom Hauptplatz der Stadt entfernt worden war, wieder aufgestellt.